# (5842) 1986 CV1
(5842) 1986 CV1 (1986 CV1, 1989 YA3, 1992 PP2) — астероїд головного поясу, відкритий 8 лютого 1986 року.
Тіссеранів параметр щодо Юпітера — 3,370.